# Jelena Čanković
Jelena Čanković est une footballeuse internationale serbe née le 13 août 1995. Elle évolue au poste de milieu de terrain à Chelsea. Sa cousine germaine, Jovana Damnjanović, est également internationale serbe.

## Biographie

### En club
Jelena Čanković (Јелена Чанковић) signe à l'âge de 15 ans au Spartak Subotica, où elle remporte trois championnats de Serbie et deux coupes de Serbie. Elle attire l'attention du FC Barcelone, qui la recrute dès ses 18 ans, en 2013. Elle est alors comparée aux idoles barcelonaises masculines Neymar et Ronaldinho, références au poste de n°10. Elle peine cependant à s'imposer dans une équipe barcelonaise qui domine le championnat espagnol, et retourne au bout d'un an au Spartak Subotica.
Elle se relance en rejoignant le club hongrois de Ferencváros en 2015, où elle remporte deux championnats et trois coupes de Hongrie. Ses performances lui valent d'être élue joueuse de l'année du championnat hongrois en 2016. Après deux saisons en Hongrie, elle est recrutée par le Växjö DFF en Suède. Après avoir remporté le championnat de deuxième division, elle est repérée par le FC Rosengård, qu'elle rejoint en 2019. Elle remporte alors le championnat de Suède.

## Palmarès

### En club
- Championne de Serbie en 2010-2011, 2011-2012, 2012-2013 avec le Spartak Subotica
- Vainqueur de la Coupe de Serbie en 2011-2012, 2012-2013 avec le Spartak Subotica
- Championne d'Espagne en 2013-2014 avec le FC Barcelone
- Championne de Hongrie en 2014-2015, 2015-2016 avec le Ferencváros TC
- Vainqueur de la Coupe de Hongrie en 2014-2015, 2015-2016, 2016-2017 avec le Ferencváros TC
- Championne de Suède de deuxième division en 2017 avec le Växjö DFF
- Championne de Suède en 2019 avec le FC Rosengård
- Championne d'Angleterre en 2023 et 2024 avec Chelsea